# Relaciones Croacia-Uruguay

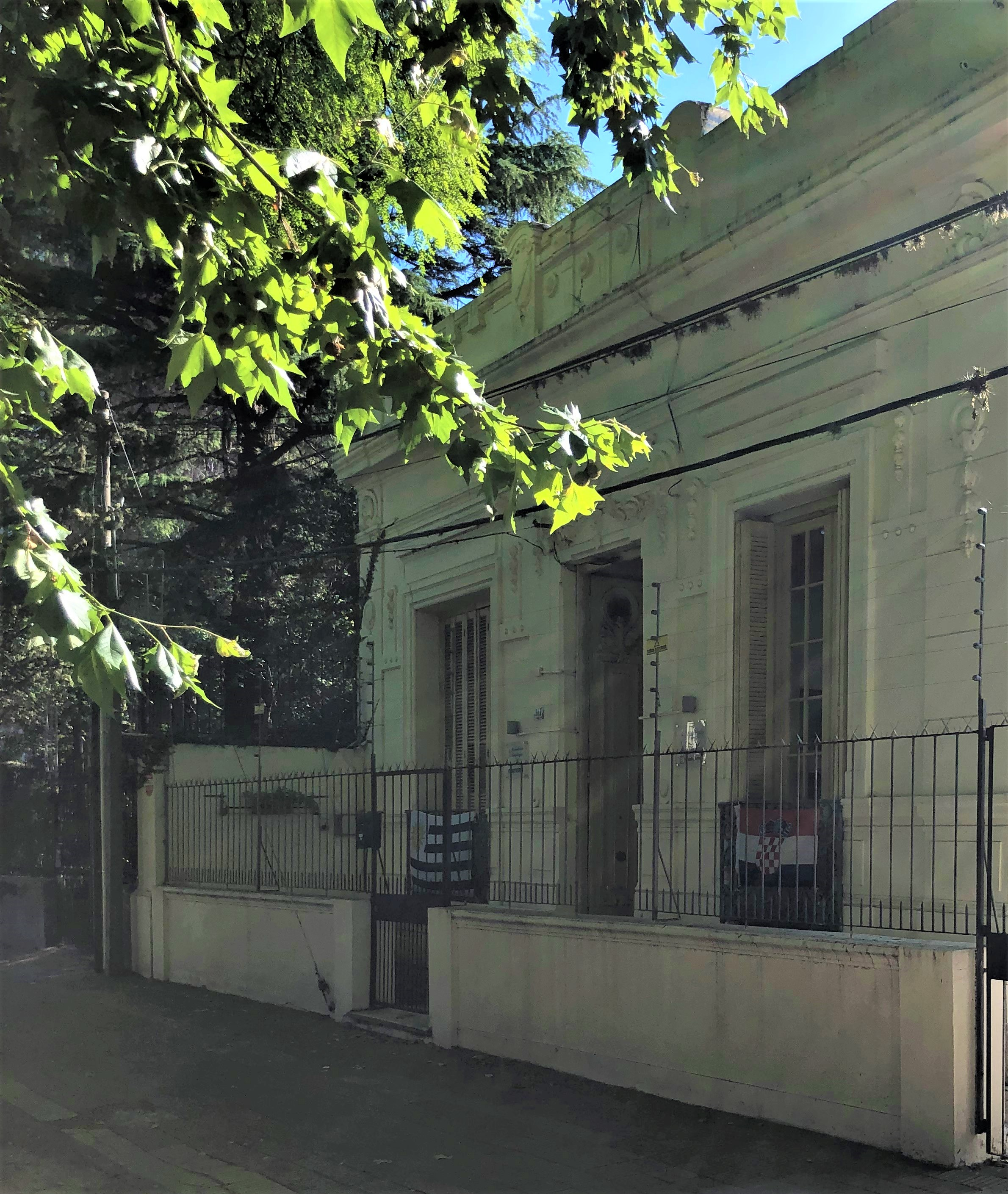
Una casa en Montevideo con las banderas de Croacia y Uruguay.

Las relaciones entre Croacia y Uruguay se refieren a las relaciones bilaterales entre Croacia y Uruguay. Ambos países establecieron relaciones diplomáticas en 1993. Croacia tiene un embajador en Argentina, cuya jurisdicción incluye a Uruguay; y un consulado honorario en Montevideo. Uruguay está representado en Croacia a través de su embajador en Viena. Ambos países son miembros de las Naciones Unidas.

## Historia
Uruguay reconoció la independencia de Croacia en 1992; al mismo tiempo, rompió sus relaciones con la ex Yugoslavia. En 2013, se firmó un Acuerdo de Cooperación en Cultura, Ciencia y Educación entre los gobiernos de ambos países.
Existe una Cámara de Comercio e Industria Uruguayo-Croata.
Una plaza de Montevideo rinde homenaje a Zagreb.